# نيل جونسون (مخرج)
نيل جونسون (بالإنجليزية: Neil Johnson)‏ هو مخرج أسترالي، ولد في 26 يوليو 1967 في ساوثهامبتون في المملكة المتحدة.

## وصلات خارجية
- الموقع الرسمي
- نيل جونسون على موقع IMDb (الإنجليزية)
- نيل جونسون على موقع ألو سيني (الفرنسية)
- نيل جونسون على موقع أول موفي (الإنجليزية)
- نيل جونسون على موقع قاعدة بيانات الفيلم (الإنجليزية)
- نيل جونسون على موقع كينوبويسك (الروسية)